# 막스 하그마이어
막스 하그마이어(독일어: Max Hagmayr, 1956년 11월 16일, 오버외스터라이히 주 벨스 ~)는 오스트리아의 전 축구 공격수이다. 현역 시절, 하그마이어는 푀슈트 린츠, 카를스루에, 라피트 빈, 그리고 LASK에서 활약했다.